# Bulandet
Bulandet, tidligere kaldt Buelandet, er en øgruppe i havet mod vest i Askvoll kommune i Vestland fylke i Norge. Navnet kommer af bu i betydningen "rorbu".

## Beskrivelse
Der er omkring 300 øer, holme og skær i gruppen, hvoraf omkring 15 er beboet. Bulandet havde 1. januar 2017 237 indbyggere. Efter at fiskelejet Utvær i Solund nedlagde, er Bulandet det vestligste aktive fiskeleje i Norge.
I 2003 blev vej- og broanlægget Nordsjøporten åbnet. Tidligere var der færgeforbindelse fra Askvoll/Fure/Værlandet til Bulandet. Nu går færgen til Værlandet, og derfra er der vej- og broforbindelse til Bulandet. Nordsjøporten består af i alt 6 nye broer og 5.240 meter ny vej.
Hovederhvervet er fortsat fiskeri og fiskeforædling, men turisme giver også arbejdspladser og indtægter og er et erhverv i vækst. Der er børnehave og kombineret børne- og ungdomsskole på Bulandet, hvor også børn fra Værlandet går.

## Redningsdåden i 1885
Søndag 22. februar 1885 lå skonnerten Gugner af Tønsberg for anker udenfor Utsira, da en voldsom storm blæste op sydfra. Der var 12 mand om bord.
Den ene ankerketting brast, og for ikke at knuses mod klipperne, var mandskabet tvunget til havs i håb om at ride stormen af. Det sneede tæt. Skibet klarede sig, til det blev kastet over på siden om eftermiddagen og kantrede med masterne i vandet, vest for Espevær. Kokken Fredrik V. Aastrøm fra Haugesund druknede under dæk, da kabyssen fyldtes med vand. Resten af mandskabet klamrede sig fast, mens søerne skyllede over dem. Ved midnat knækkede masterne, og vraget rettede sig op, men matros Sjur Bleie fra Hardanger blev skyllet over bord, og forsvandt i bølger og mørke. Vraget holdt sig flydende, fordi det var fyldt med tomme tønder til sildefiskeriet. Men det lå så lavt, at mandskabet måtte klamrede sig fast til et udspændt tov oppe på kahyttaget. Mandag 23. februar omkring kl. 4 morgen døde andenstyrmand Jens Bjerkan fra Tromsø og matros Nils Nielsen fra Nøtterøy af kulde og udmattelse. Begge lig blev skyllet over bord. Tirsdag aften døde matros Johan Eitzen fra Tønsberg. Først omkring kl. 2 nat til onsdag 25. februar drev vraget ind i brændingerne omkring et skær udenfor Bulandet. De syv overlevende søfolk krøb forkomne i land på skæret i håb om at finde ferskvand, men fandt ikke noget. Først kl. 10 formiddag blev de reddet.
En båd blev sat ud, men måtte vende i uvejret. Datter af lodsen på Hillersøy, Berthe Hansen (f. 1859), løb hjem og hentede tjenestepigen Hansine Tistel  (f. 1864), samt skolelæreren Ole Rogne (f. 1859). De fik en båd sat i vandet, selv om vinden stadig var stærk. Gennemblødte måtte de øse båden, da de nåede frem til skæret. De hentede fire af de overlevende. Flere fik de ikke plads til, men på vej ind mødte de to ældre fiskere i en anden båd. Berthe Hansen sprang over i denne midtfjords, og dirigerede fiskerne ud til skæret, hvor de tre genværende blev reddet. Ifølge de overlevende førte Berthe kommandoen. Redningsdåden vakte betydelig opsigt, og der var tale om medaljer til redningskvinderne. Ole Rogne skrev i rapporten, at pigerne fortjente medalje, men at han selv ingen fortjente.
Lensmanden i Askvoll mente, at Berthe burde få seks eller tre sølvskeer som belønning, mens Hansine og Rogne burde betænkes med tre eller to hver. Amtmanden i Bergen var uenig, for "fordringerne derude ved kysten ere vistnok beskedne, så jeg tror nok, gerningen vil anses belønnet, om Berthe kun erholder tre og Hansine to skeer". Holdningen var, at den, der havde kun lidt fra før, fortjente kun lidt. Skolelærer Rogne havde som mand gjort en dårlig figur i samtidens øjne, og fortjente ingen sølvske overhovedet. Det var også penge sparet for statskassen.
Ifølge skibsregisteret blev Gugner bjerget og gennemgik en stor reparation samme år. I september 2007 blev der sat en statue af de to kvinder op på den vindblæste strand.

## Anden verdenskrig
Under anden verdenskrig tjente Bulandet som havn for sejladser mellem Norge og Shetland/Skotland. I maj 1942 blev området ramt af en tysk straffeekspedition, hvor Asbjørn Melvær og Harald Myrvåg blev arresteret for blandt andet at have modtaget og opbevaret våben indført fra England. De blev sendt til Bergen og derfra til fangelejren Grini, senere til den eneste tyske koncentrationslejr etableret i Frankrig, Natzweiler-Struthof, hvor begge omkom.